# Gymnastes (Paragymnastes) berumbanensis rufilatera
Gymnastes (Paragymnastes) berumbanensis rufilatera is een ondersoort van de tweevleugelige Gymnastes (Paragymnastes) berumbanensis uit de familie steltmuggen (Limoniidae). De ondersoort komt voor in het Oriëntaals gebied.